# ロバート・アルトマン
ロバート・アルトマン （Robert Altman、1925年2月20日 - 2006年11月20日） は、アメリカ合衆国の映画監督。世界三大映画祭のすべてで、最高賞を受賞している監督である。
なお、苗字のカナ書きについてはオルトマンの方が原音に近いが、日本ではアルトマンが定着している。

## 来歴
1925年2月20日、ミズーリ州カンザスシティに生まれる。1943年、第二次世界大戦中の18歳でアメリカ陸軍航空軍に入隊した。
1946年にカリフォルニアに移住。『Bodyguard（ボディーガード）』（1948年 リチャード・フライシャー監督）の原案をRKOに売る。その後、コマーシャルの仕事を始め、撮影や編集の方法を学ぶ。1951年、仕事の傍ら短編やドキュメンタリーを製作。1957年、初の長編劇映画『'The Delinquents（不良少年）'』を製作。本人曰く“酷い出来”だったがアルフレッド・ヒッチコックは感心し、「ヒッチコック劇場」での演出を依頼され、1958年にジョセフ・コットン主演の『Together（クリスマス・イヴ）』他1本を製作。また、1957年製作のドキュメンタリー『ジェームズ・ディーン物語』もヒッチコックに評価される。その後、『Whirlybirds（ソニー号空飛ぶ冒険）』の演出を経て、3人目の妻となるキャスリン・リードと出会う。
『Peter Gunn（ピーター・ガン）』、『ボナンザ』、『The Roaring 20’s（ローリング20）』、『Hawaiian Eye（ハワイアン・アイ）』、『ルート66』『Bus Stop（バス停留所）』など多くの連続テレビドラマを手がけ、売れっ子ディレクターとなる。1962年、テレビシリーズ『コンバット!』のプロデュースと初期の10エピソードの演出を務めた。同作では自身の戦争体験を描くことで過酷な戦場での人間心理に迫り、あまりにもリアリティーがあるためにプロデューサーと対立したものの、シリーズは5年間にわたる人気番組となる。
映画界に戻り、1968年、ワーナー・ブラザースで『宇宙大征服』を撮り、完成前にラッシュを見たジャック・ワーナーに「俳優に同時に会話をさせた」ことで解雇される。
しかし、1970年公開の朝鮮戦争を扱った『M★A★S★H マッシュ』で監督としての地位を確立することに成功する。戦争モノでありながらも従来のイメージを覆すブラック・コメディ仕立てで撮られた本作は公開されるや否、観客と批評家に大きな衝撃を与え、大ヒットを記録した上にカンヌ国際映画祭では最高賞に当たるグランプリを受賞。同作は後にテレビシリーズ化がなされ、現在でもアメリカン・ニューシネマの傑作としてカルト的影響を誇る作品となった。
この『M★A★S★H マッシュ』での成功を糧とし、1970年代には多様なジャンルの映画を監督するようになる。1971年に公開された『ギャンブラー』では西部劇に初挑戦するが、ここでもアルトマンらしく「アンチ西部劇」的な演出を行い、高い評価を獲得。1973年にはレイモンド・チャンドラーのハードボイルド小説『長いお別れ』を映画化した『ロング・グッドバイ』を発表し、興行的成功には至らなかったが、時間が経つに連れて評価が高まり、カルト的な人気を博すことになる。総勢24人の登場人物を描いた群像劇『ナッシュビル』（1975年）では、カントリー・ミュージックを通してアメリカの本質を描き、再びアカデミー賞の作品賞と監督賞にノミネートされ、1976年の西部劇『ビッグ・アメリカン』ではベルリン国際映画祭金熊賞を受賞する等、監督した作品が連続で高い評価を獲得していく。また、Lion’s Gate Films社を設立し、自作の合間に才能ある人々の作品をプロデュースした（最初にプロデュースしたのは『ロング・グッドバイ』の第2助監督だったアラン・ルドルフの1976年公開映画『ロサンゼルス・それぞれの愛』）。
しかし、70年代終わりから失速し始め、ロビン・ウィリアムズを主演に製作した『ポパイ』（1980年）が興行的にも批評的にも完全に失敗したためにハリウッドから干されてしまい、80年代にはオフ・ブロードウェイで舞台の演出を手掛けたり、ミシガン大学で教鞭をとって活動していた。大学教授時代には生徒をスタッフに起用して密室一人芝居劇『名誉ある撤退～ニクソンの夜～』（1984年）を制作し、高い評価を獲得する。
1990年代に入るとハリウッドに戻り、1992年にハリウッドの舞台裏を描いた群像劇『ザ・プレイヤー』が第45回カンヌ国際映画祭で監督賞を受賞、更にはアカデミー監督賞にもノミネートされて復活を果たす。1993年にはレイモンド・カーヴァーの短編を元にした群像劇『ショート・カッツ』が第50回ヴェネツィア国際映画祭で金獅子賞を受賞し、アンリ＝ジョルジュ・クルーゾー、ミケランジェロ・アントニオーニと並び、世界三大映画祭の最高賞をすべて制覇した史上3人目の監督となり、更には2年連続でアカデミー監督賞候補となった。
1994年にパリコレを舞台にした『プレタポルテ』にはマルチェロ・マストロヤンニやソフィア・ローレン、ローレン・バコールなどが出演したほか、ジャン＝ポール・ゴルチエやカーラ・ブルーニなどが本人役で登場した。1996年にはヴェネツィア国際映画祭栄誉金獅子賞を受賞。1999年にはアメリカ芸術科学アカデミー会員に選出された。
21世紀に入っても活動は衰えることなく、イギリスのカントリーハウスを舞台に製作した『ゴスフォード・パーク』（2001年）が第59回ゴールデングローブ賞で監督賞を受賞し、再びアカデミー賞では作品賞と監督賞にノミネートされる。2002年にはベルリン国際映画祭名誉金熊賞を受賞。2006年、長年の創作活動に対して第78回アカデミー賞において名誉賞が授与された。アカデミー賞にはこれまで監督賞に5回、製作者として作品賞に2回ノミネートされたが、受賞には至っておらず、長いキャリアの中で初めての受賞となった。また、その授賞式のスピーチで心臓移植をしていたことを告白した。
2006年11月20日、ロサンゼルスの病院で癌によって81歳で死去。同年2月に遺作となった『今宵、フィッツジェラルド劇場で』を第56回ベルリン国際映画祭で発表したばかりであり、次回作の構想も練っていたという。ポール・トーマス・アンダーソンは2007年の監督作『ゼア・ウィル・ビー・ブラッド』をアルトマンに捧げている。2008年には第23回インディペンデント・スピリット賞でロバート・アルトマン賞と冠したアンサンブル賞が創設された。
2014年にはロン・マン監督によるドキュメンタリー映画『ロバート・アルトマン/ハリウッドに最も嫌われ、そして愛された男』が公開された。

## 作風
「ハリウッドの異端児」と呼ばれており、アラン・ルドルフは従来の手法や常識を覆す表現技法を「アルトマネスク」と呼んでいる。

### テーマ
戦争映画から西部劇、サスペンスやミュージカルに至るまで幅広いジャンルを撮り続けてきたが、それらのジャンルにおける既存のスタイルや手法、描写を破壊することが特徴であり、その根本にはジャンルやテーマに対する風刺がある。

### 技術
サウンドにおいて革新的な技法を生み出したことでも有名であり、複数の役者に会話シーンの中でセリフを同時に言わせたり、同時録音ではなく、ポスト・プロダクションでアテレコや音付けを行い、自由なセリフや背景音を入れるという斬新な手法を取った。

### 演出
基本的に役者には即興演技のスタイルを取らせ、台本等を青写真と呼んで撮影現場では使おうとしなかった。また、群像劇スタイルを用いることでも有名であり、ポール・トーマス・アンダーソンがこのスタイルに影響を受けている。

## 監督作品

### 映画
- ジェームズ・ディーン物語 The James Dean Story（1957年）ドキュメンタリー
- 宇宙大征服 Countdown（1968年）
- 雨に濡れた歩道 That Cold Day in The Park（1969年）
- M★A★S★H マッシュ MASH（1970年）
- BIRD★SHT バード★シット Brewster McCloud（1970年）
- ギャンブラー McCabe & Mrs. Miller（1971年）
- イメージズ Images（1972年）
- ロング・グッドバイ The Long Goodbye（1973年）
- ボウイ&キーチ Thieves Like Us（1974年）
- ジャックポット California Split（1974年）
- ナッシュビル Nashville（1975年）
- ビッグ・アメリカン Buffalo Bill and the Indians, or Sitting Bull's History Lesson（1976年）
- 三人の女 3 Women（1977年）
- ウエディング A Wedding（1978年）
- クインテット Quintet（1979年）
- パーフェクト・カップル/おかしな大恋愛 A Perfect Couple（1979年）
- ロバート・アルトマンのヘルス HealtH（1980年）
- ポパイ Popeye（1980年）
- わが心のジミー・ディーン Come Back to the Five and Dime, Jimmy Dean, Jimmy Dean（1982年）
- ストリーマーズ 若き兵士たちの物語 Streamers（1983年）
- 名誉ある撤退〜ニクソンの夜〜 Secret Honor（1984年）
- 突撃!O・Cとスティッグス/お笑い黙示録 O.C. and Stiggs（1985年）
- フール・フォア・ラブ Fool for Love（1985年）
- ニューヨーカーの青い鳥（英語版） Beyond Therapy（1986年）
- アリア Aria（1987年）オムニバス
- ゴッホ Vincent & Theo（1990年）
- ザ・プレイヤー The Player（1992年）
- ショート・カッツ Short Cuts（1993年）
- プレタポルテ Prêt-à-Porter（1994年）
- カンザス・シティ Kansas City（1996年）
- 相続人 The Gingerbread Man（1998年）
- クッキー・フォーチュン Cookie's Fortune（1999年）
- Dr.Tと女たち Dr T and the Women（2000年）
- ゴスフォード・パーク Gosford Park（2001年）
- バレエ・カンパニー The Company（2003年）
- 今宵、フィッツジェラルド劇場で A Prairie Home Companion（2006年）

### テレビ
- ヒッチコック劇場（アルフレッド・ヒッチコック・プレゼンツ） Alfred Hitchcock Presents（1957年 - 1958年）2話分を担当
- ソニー号空飛ぶ冒険 Whirlybirds（1958年 - 1959年）20話分を担当
- モーガン警部 Sheriff of Cochise, U.S. Marshal（1959年）
- ギャラント・メン Gallant Men（1962年）第1話を担当
- コンバット! Combat!（1962年 - 1963年）10話分を担当
- ベースメント Basements（1987年）テレビ映画
- 軍事法廷/駆逐艦ケイン号の叛乱 The Caine Mutiny Court-Martial（1988年）テレビ映画
- ロバート・アルトマンのジャズ Jazz '34（1996年）
- GUN/焔と弾道 Gun: All the President's Women（1997年）第4話を担当

## 受賞
※本来はプロデューサーが受取人である作品賞の受賞・ノミネートも含む。
| 賞                                   | 年     | 部門                                | 作品                               | 結果       |
| ------------------------------------ | ------ | ----------------------------------- | ---------------------------------- | ---------- |
| カンヌ国際映画祭                     | 1970年 | パルム・ドール                      | 『M★A★S★H マッシュ』               | 受賞       |
| カンヌ国際映画祭                     | 1992年 | 監督賞                              | 『ザ・プレイヤー』                 | 受賞       |
| アカデミー賞                         | 1970年 | 作品賞                              | 『M★A★S★H マッシュ』               | ノミネート |
| アカデミー賞                         | 1970年 | 監督賞                              | 『M★A★S★H マッシュ』               | ノミネート |
| アカデミー賞                         | 1975年 | 作品賞                              | 『ナッシュビル』                   | ノミネート |
| アカデミー賞                         | 1975年 | 監督賞                              | 『ナッシュビル』                   | ノミネート |
| アカデミー賞                         | 1992年 | 監督賞                              | 『ザ・プレイヤー』                 | ノミネート |
| アカデミー賞                         | 1993年 | 監督賞                              | 『ショート・カッツ』               | ノミネート |
| アカデミー賞                         | 2001年 | 作品賞                              | 『ゴスフォード・パーク』           | ノミネート |
| アカデミー賞                         | 2001年 | 監督賞                              | 『ゴスフォード・パーク』           | ノミネート |
| アカデミー賞                         | 2005年 | 名誉賞                              | -                                  | 受賞       |
| ゴールデングローブ賞                 | 1970年 | 作品賞 (ミュージカル・コメディ部門) | 『M★A★S★H マッシュ』               | 受賞       |
| ゴールデングローブ賞                 | 1970年 | 監督賞                              | 『M★A★S★H マッシュ』               | ノミネート |
| ゴールデングローブ賞                 | 1972年 | 外国語映画賞                        | 『イメージ』                       | ノミネート |
| ゴールデングローブ賞                 | 1975年 | 作品賞 (ドラマ部)                   | 『ナッシュビル』                   | ノミネート |
| ゴールデングローブ賞                 | 1975年 | 監督賞                              | 『ナッシュビル』                   | ノミネート |
| ゴールデングローブ賞                 | 1992年 | 作品賞 (ミュージカル・コメディ部門) | 『ザ・プレイヤー』                 | 受賞       |
| ゴールデングローブ賞                 | 1992年 | 監督賞                              | 『ザ・プレイヤー』                 | ノミネート |
| ゴールデングローブ賞                 | 1993年 | 脚本賞                              | 『ショート・カッツ』               | ノミネート |
| ゴールデングローブ賞                 | 1994年 | 作品賞 (ミュージカル・コメディ部門) | 『プレタポルテ』                   | ノミネート |
| ゴールデングローブ賞                 | 2001年 | 作品賞 (ミュージカル・コメディ部門) | 『ゴスフォード・パーク』           | ノミネート |
| ゴールデングローブ賞                 | 2001年 | 監督賞                              | 『ゴスフォード・パーク』           | 受賞       |
| 英国アカデミー賞                     | 1970年 | 作品賞                              | 『M★A★S★H マッシュ』               | ノミネート |
| 英国アカデミー賞                     | 1970年 | 監督賞                              | 『M★A★S★H マッシュ』               | ノミネート |
| 英国アカデミー賞                     | 1978年 | 監督賞                              | 『ウエディング』                   | ノミネート |
| 英国アカデミー賞                     | 1978年 | 脚本賞                              | 『ウエディング』                   | ノミネート |
| 英国アカデミー賞                     | 1992年 | 作品賞                              | 『ザ・プレイヤー』                 | ノミネート |
| 英国アカデミー賞                     | 1992年 | 監督賞                              | 『ザ・プレイヤー』                 | 受賞       |
| 英国アカデミー賞                     | 2001年 | 英国作品賞                          | 『ゴスフォード・パーク』           | 受賞       |
| 英国アカデミー賞                     | 2001年 | 監督賞                              | 『ゴスフォード・パーク』           | ノミネート |
| 全米監督協会賞                       | 1970年 | 長編映画監督賞                      | 『M★A★S★H マッシュ』               | ノミネート |
| 全米監督協会賞                       | 1975年 | 長編映画監督賞                      | 『ナッシュビル』                   | ノミネート |
| 全米監督協会賞                       | 1992年 | 長編映画監督賞                      | 『ザ・プレイヤー』                 | ノミネート |
| 全米監督協会賞                       | 1993年 | D・W・グリフィス賞                  | -                                  | 受賞       |
| ニューヨーク映画批評家協会賞         | 1970年 | 監督賞                              | 『M★A★S★H マッシュ』               | 次点       |
| ニューヨーク映画批評家協会賞         | 1975年 | 作品賞                              | 『ナッシュビル』                   | 受賞       |
| ニューヨーク映画批評家協会賞         | 1975年 | 監督賞                              | 『ナッシュビル』                   | 受賞       |
| ニューヨーク映画批評家協会賞         | 1992年 | 作品賞                              | 『ザ・プレイヤー』                 | 受賞       |
| ニューヨーク映画批評家協会賞         | 1992年 | 監督賞                              | 『ザ・プレイヤー』                 | 受賞       |
| ニューヨーク映画批評家協会賞         | 2001年 | 作品賞                              | 『ゴスフォード・パーク』           | 次点       |
| ニューヨーク映画批評家協会賞         | 2001年 | 監督賞                              | 『ゴスフォード・パーク』           | 受賞       |
| カンザスシティ映画批評家協会賞       | 1970年 | 監督賞                              | 『M★A★S★H マッシュ』               | 受賞       |
| カンザスシティ映画批評家協会賞       | 1975年 | 作品賞                              | 『ナッシュビル』                   | 受賞       |
| カンザスシティ映画批評家協会賞       | 1975年 | 監督賞                              | 『ナッシュビル』                   | 受賞       |
| 全米映画批評家協会賞                 | 1970年 | 作品賞                              | 『M★A★S★H マッシュ』               | 受賞       |
| 全米映画批評家協会賞                 | 1970年 | 監督賞                              | 『M★A★S★H マッシュ』               | 3位        |
| 全米映画批評家協会賞                 | 1975年 | 作品賞                              | 『ナッシュビル』                   | 受賞       |
| 全米映画批評家協会賞                 | 1975年 | 監督賞                              | 『ナッシュビル』                   | 受賞       |
| 全米映画批評家協会賞                 | 1992年 | 作品賞                              | 『ザ・プレイヤー』                 | 3位        |
| 全米映画批評家協会賞                 | 1992年 | 監督賞                              | 『ザ・プレイヤー』                 | 2位        |
| 全米映画批評家協会賞                 | 1993年 | 作品賞                              | 『ショート・カッツ』               | 3位        |
| 全米映画批評家協会賞                 | 1993年 | 監督賞                              | 『ショート・カッツ』               | 3位        |
| 全米映画批評家協会賞                 | 1993年 | 脚本賞                              | 『ショート・カッツ』               | 3位        |
| 全米映画批評家協会賞                 | 2001年 | 作品賞                              | 『ゴスフォード・パーク』           | 2位        |
| 全米映画批評家協会賞                 | 2001年 | 監督賞                              | 『ゴスフォード・パーク』           | 受賞       |
| ナショナル・ボード・オブ・レビュー賞 | 1975年 | 作品賞                              | 『ナッシュビル』                   | 受賞       |
| ナショナル・ボード・オブ・レビュー賞 | 1975年 | 監督賞                              | 『ナッシュビル』                   | 受賞       |
| ベルリン国際映画祭                   | 1976年 | 金熊賞                              | 『ビッグ・アメリカン』             | 受賞       |
| ベルリン国際映画祭                   | 1985年 | 国際映画批評家連盟賞                | 『名誉ある撤退～ニクソンの夜～』   | 受賞       |
| ベルリン国際映画祭                   | 2002年 | 金熊名誉賞                          | -                                  | 受賞       |
| セザール賞                           | 1976年 | 外国映画賞                          | 『ナッシュビル』                   | ノミネート |
| セザール賞                           | 1979年 | 外国映画賞                          | 『ウエディング』                   | ノミネート |
| セザール賞                           | 1993年 | 外国映画賞                          | 『ザ・プレイヤー』                 | ノミネート |
| セザール賞                           | 1995年 | 外国映画賞                          | 『ショート・カッツ』               | ノミネート |
| ダヴィッド・ディ・ドナテッロ賞       | 1976年 | 外国映画賞                          | 『ナッシュビル』                   | 受賞       |
| ナストロ・ダルジェント賞             | 1976年 | 外国監督賞                          | 『ナッシュビル』                   | ノミネート |
| ナストロ・ダルジェント賞             | 1993年 | 外国監督賞                          | 『ザ・プレイヤー』                 | 受賞       |
| ナストロ・ダルジェント賞             | 1994年 | 外国監督賞                          | 『ショート・カッツ』               | 受賞       |
| ナストロ・ダルジェント賞             | 2002年 | 外国監督賞                          | 『ゴスフォード・パーク』           | 受賞       |
| ボディル賞                           | 1977年 | アメリカ映画賞                      | 『ナッシュビル』                   | 受賞       |
| ボディル賞                           | 1993年 | アメリカ映画賞                      | 『ザ・プレイヤー』                 | 受賞       |
| ボディル賞                           | 1995年 | アメリカ映画賞                      | 『ショート・カッツ』               | 受賞       |
| ボディル賞                           | 2003年 | アメリカ映画賞                      | 『ゴスフォード・パーク』           | ノミネート |
| ボディル賞                           | 2006年 | アメリカ映画賞                      | 『今宵、フィッツジェラルド劇場で』 | ノミネート |
| インディペンデント・スピリット賞     | 1992年 | 作品賞                              | 『ザ・プレイヤー』                 | 受賞       |
| インディペンデント・スピリット賞     | 1993年 | 作品賞                              | 『ショート・カッツ』               | 受賞       |
| インディペンデント・スピリット賞     | 1993年 | 監督賞                              | 『ショート・カッツ』               | 受賞       |
| インディペンデント・スピリット賞     | 1993年 | 脚本賞                              | 『ショート・カッツ』               | 受賞       |
| インディペンデント・スピリット賞     | 1999年 | 作品賞                              | 『クッキー・フォーチュン』         | ノミネート |
| インディペンデント・スピリット賞     | 2006年 | 監督賞                              | 『今宵、フィッツジェラルド劇場で』 | ノミネート |
| ロサンゼルス映画批評家協会賞         | 1992年 | 作品賞                              | 『ザ・プレイヤー』                 | 次点       |
| ロサンゼルス映画批評家協会賞         | 1992年 | 監督賞                              | 『ザ・プレイヤー』                 | 次点       |
| ロサンゼルス映画批評家協会賞         | 1993年 | 監督賞                              | 『ショート・カッツ』               | 次点       |
| ロサンゼルス映画批評家協会賞         | 1993年 | 脚本賞                              | 『ショート・カッツ』               | 次点       |
| ロサンゼルス映画批評家協会賞         | 2001年 | 監督賞                              | 『ゴスフォード・パーク』           | 次点       |
| ロサンゼルス映画批評家協会賞         | 2003年 | 生涯功労賞                          | -                                  | 受賞       |
| ボストン映画批評家協会賞             | 1992年 | 監督賞                              | 『ザ・プレイヤー』                 | 受賞       |
| ボストン映画批評家協会賞             | 1993年 | 脚本賞                              | 『ショート・カッツ』               | 受賞       |
| シカゴ映画批評家協会賞               | 1992年 | 作品賞                              | 『ザ・プレイヤー』                 | ノミネート |
| シカゴ映画批評家協会賞               | 1992年 | 監督賞                              | 『ザ・プレイヤー』                 | 受賞       |
| シカゴ映画批評家協会賞               | 1993年 | 作品賞                              | 『ショート・カッツ』               | ノミネート |
| シカゴ映画批評家協会賞               | 1993年 | 監督賞                              | 『ショート・カッツ』               | ノミネート |
| シカゴ映画批評家協会賞               | 1993年 | 脚本賞                              | 『ショート・カッツ』               | ノミネート |
| シカゴ映画批評家協会賞               | 2001年 | 監督賞                              | 『ゴスフォード・パーク』           | ノミネート |
| サウスイースタン映画批評家協会賞     | 1992年 | 監督賞                              | 『ザ・プレイヤー』                 | 受賞       |
| ロンドン映画批評家協会賞             | 1992年 | 監督賞                              | 『ザ・プレイヤー』                 | 受賞       |
| ロンドン映画批評家協会賞             | 2001年 | 英国作品賞                          | 『ゴスフォード・パーク』           | 受賞       |
| ヴェネツィア国際映画祭               | 1993年 | 金獅子賞                            | 『ショート・カッツ』               | 受賞       |
| ヴェネツィア国際映画祭               | 1993年 | 国際映画批評家連盟賞                | 『ショート・カッツ』               | 受賞       |
| ヴェネツィア国際映画祭               | 1996年 | 栄誉金獅子賞                        | -                                  | 受賞       |
| ゴールデン・ビートル賞               | 1994年 | 外国映画賞                          | 『ショート・カッツ』               | 受賞       |
| リンカーン・センター映画協会         | 1994年 | チャップリン賞                      | -                                  | 受賞       |
| BFIフェローシップ賞                  | 2001年 | -                                   | -                                  | 受賞       |
| サンフランシスコ国際映画祭           | 2003年 | 黒澤明賞                            | -                                  | 受賞       |